# Codonyet
El Codonyet és una masia al terme municipal de l'Espunyola (Berguedà) inclosa a l'Inventari del Patrimoni Arquitectònic de Catalunya. Aquesta construcció es pot datar per motius estilístics cap a finals del segle xviii, moment en què la vella masia, situada al darrere, quedà ja massa petita. La masia més antiga serveix en l'actualitat de pallissa i corral. Aquesta és un interessant exemplar de masia datada entre el segle xvi i XVII. Masia amb la façana orientada a migdia i coberta a dues aigües amb teula àrab i el carener perpendicular a la façana. És de petites dimensions, de planta baixa i pis amb algunes construccions annexes. Destaca una galeria d'arcs de mig punt al primer pis. El parament és de carreus de pedra irregulars units amb morter.